# Ядвіга Лущевська

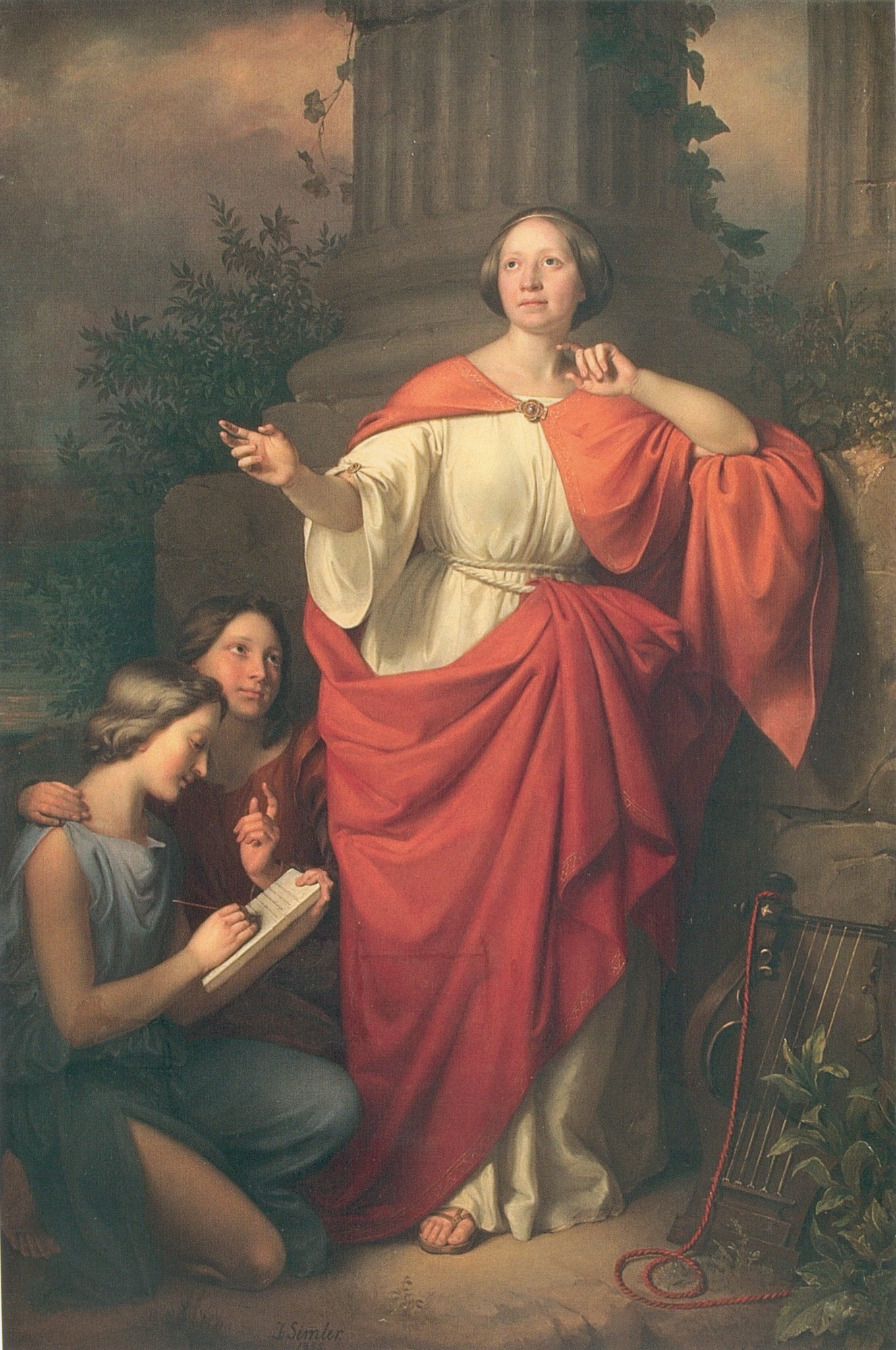
Портрет Ядвіги Лущевської в ролі Деотими, Юзеф Зіммлер, 1855

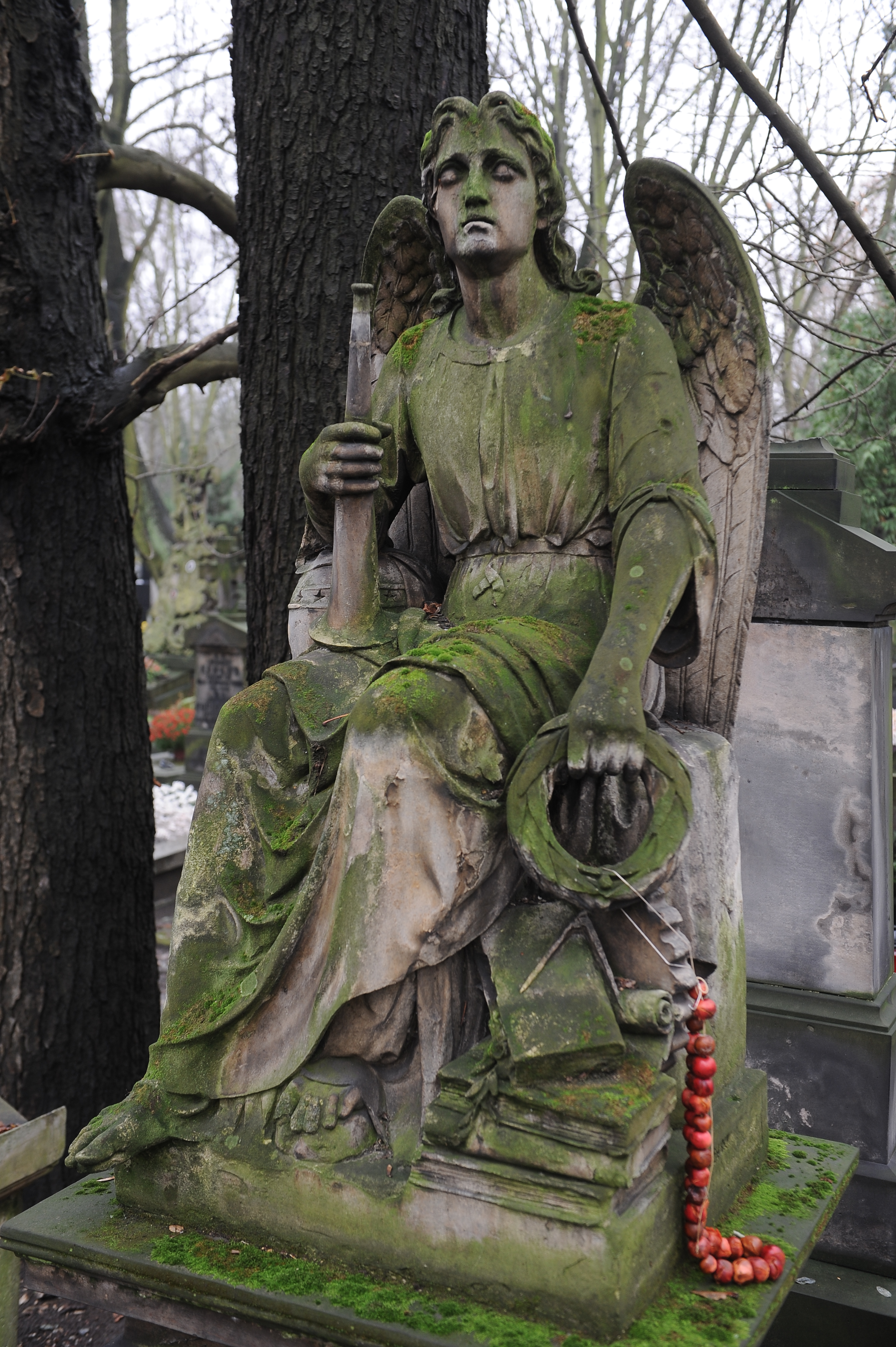
Скульптура Ангела Воскресіння на могилі Вацлава Лущевського та Ядвіги Лущевської «Діотима»

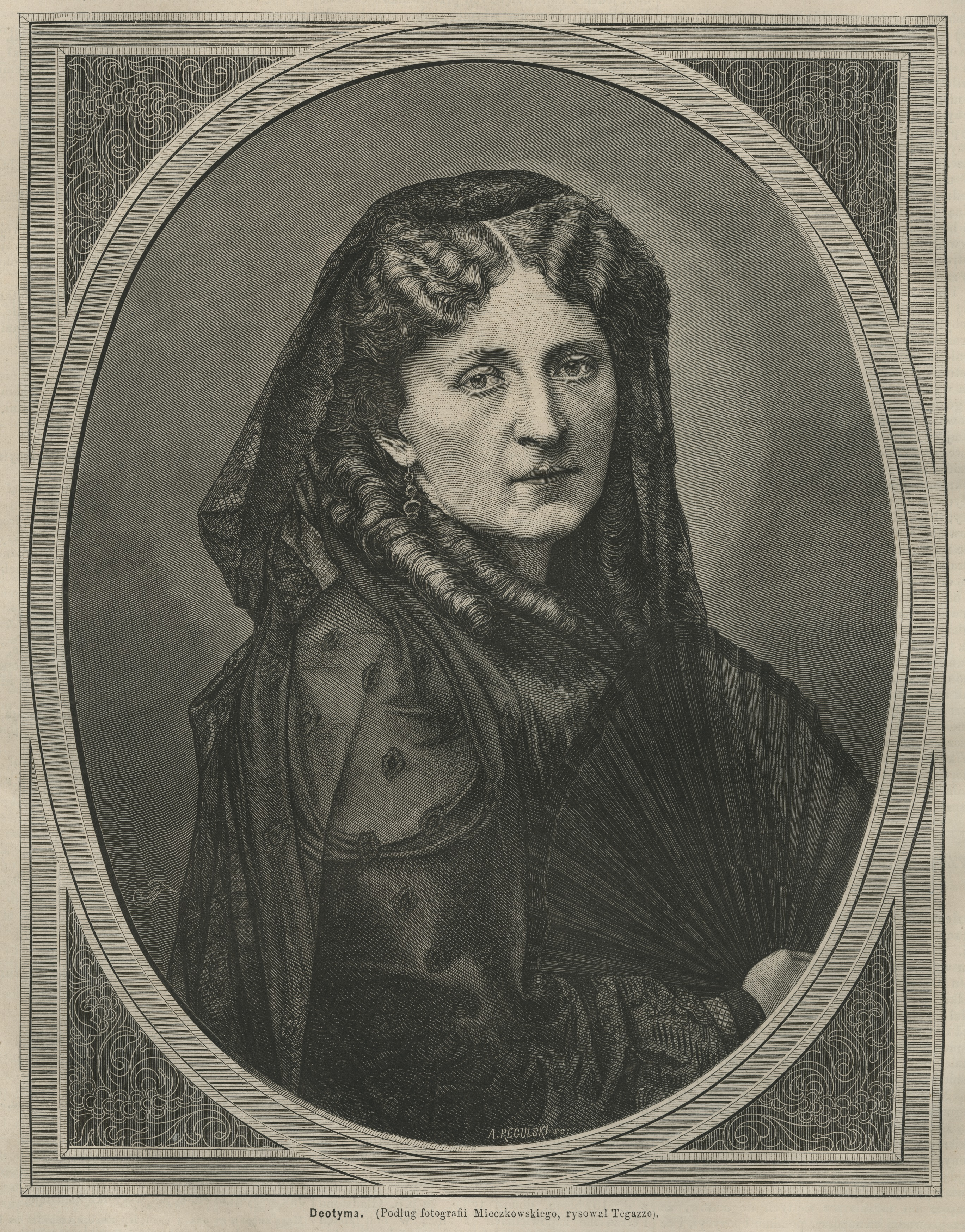
Малюнок із Tygodnik Ilustrowany 1870 року.

Ядвіга Лущевська, літературний псевдонім Деотима (народилась 1 серпня 1834 у Варшаві, померла 23 вересня 1908 там же) — польська поетеса і прозаїкиня романтизму, імпровізаторка.

## Життєпис
Її батьком був Вацлав Юзеф Лущевський герба Корчак (1806—1867), статський радник і директор Департаменту промисловості та ремесел Комісії внутрішніх справ Королівства Польського. Мати, Магдалена, походила з родини Жолтовських, вона була онукою Едуарда, генерала армії Наполеона I. Ядвіга виховувалася в патріотичній атмосфері, де багато уваги приділялося історії та літературі. Плодом такого виховання стали її численні мандрівки з батьками по Польщі. У 1856—1860 роках вона відвідала Великопольщу, Мальборк, Гданськ та околиці Сандомира. Вона познайомилася зі Свєнтокшиськими горами, П'єнінами і Татрами. Велику серію репортажів з Татр і П'єнін опублікувала у статті Враження з Карпат у «Gazeta Warszawska». Потім побувала в Австрії, Бельгії, Франції та Італії. Псевдонім «Деотима» вибрала мати, коли Ядвіга була підліткою. Вона швидко здобула популярність і захоплення як імпровізаторка віршів.
Ядвіга також займалася патріотичною діяльністю. Брала участь у патріотичних демонстраціях, що відбувалися у Варшаві з 1860 року. Згодом поетеса підтримала реалістичну політику маркграфа Олександра Велопольського, одного із завсідників мистецько-літературного салону родини Лущевських.
Після вибуху Січневого повстання Вацлав Лущевський залишив посаду царського камергера, за що був заарештований і в 1863 році засланий углиб Росії. Деотима вирішила супроводжувати свого батька.
У 1865 році Вацлав із дочкою повернувся до Варшави. У 1867 році помер батько поетеси, а в 1869 році померла і її мати. Деотима жила в будинку на вулиці Маршалковській, 153 (на розі вулиці Крулевської) і з 1870 року керувала власним літературним салоном. Це був початок відомих у Варшаві «літературних четвергів» у Деотими.
Через хворобу вона відійшла від громадського життя. Ядвіга Лущевська померла 23 вересня 1908 року і була похована на Повонзківському кладовищі (діл. 64-1-12). Її надгробок прикрашає скульптура Даніеля Залеського «Ангел Воскресіння».
Про неї нагадує назва однієї з вулиць у варшавському районі Коло, у Лодзі (вул. Деотими), у краківських Лагєвніках (вул. Деотими), у Гданську-Вжещі, у Кутно та в Слупську.

## Творчість
Лущевська була авторкою багатьох збірок віршів, поем, драм і романів. Свою творчу діяльність почала в 1852 році з публічних імпровізацій. У 1854 році вона видала перший том «Імпровізації та поезії» у Варшаві.
У циклі епічних поем «Польща в пісні» вона поставила собі за мету описати рідну історію. Ці вірші вона писала кілька десятиліть. Цикл розтягнувся від легендарних часів Леха (1859) до незавершеного твору Собеський під Віднем (1908). Однак вірші не отримали визнання критики.
Її історичні романи для молоді здобули популярність, особливо «Дама з вікна» (1893), «Бранки в ясирі» (1889) і «Щоденник», що охоплюють 1834—1897 роки. Вона також була автором науково-фантастичного роману «Загадка дзеркала».

### Вибрані пісні
- Імпровізації та поезія (1854)[6]
- Лех (1859)[7]
- Ванда (1887)
- Бранки в ясирі (1889)[8][9][10][11][12][13]
- Пані з вікна (1893)
- Собеського під Віднем (1908)
- Щоденник[14]
- Загадка дзеркала[15]